# Eric Johnson (musiker)
Eric Johnson, född 17 augusti 1954 i Austin, Texas, är en amerikansk gitarrist som spelat tillsammans med bland andra Joe Satriani. Han är mest känd för sina instrumentala rockformat, han inkorporerar ofta jazz, fusion, New Age och Country and Western som grundstenar för inspelning.
Eric Johnson är bland annat känd för låtarna Cliffs Of Dover och Manhattan.
2007 kom låten Cliffs of Dover med i musikspelet Guitar Hero III.